# Ronan Le Crom
Ronan Le Crom (ur. 13 lipca 1974 w Lorient) – francuski piłkarz występujący na pozycji bramkarza. Były reprezentant Francji w piłce nożnej plażowej.

## Kariera
Le Crom zawodową karierę rozpoczynał w pierwszoligowym klubie AJ Auxerre, jednak jeszcze przed debiutem w barwach tej drużyny w 1996 roku wypożyczono go do drugoligowego LB Châteauroux. W sezonie 1996/1997 w Division 2 rozegrał 17 spotkań. Sezon 1997/1998 spędził na wypożyczeniu w innym drugoligowym zespole – ASOA Valence. W 1998 roku powrócił do Auxerre. W Division 1 zadebiutował 13 maja 2000 w wygranym 4:0 pojedynku ze Stade Rennais. W ciągu kolejnych dwóch sezonów rozegrał tam jeszcze dwa spotkania.
W 2002 roku podpisał kontrakt z innym pierwszoligowcem – EA Guingamp. Pierwszy ligowy mecz rozegrał tam 3 sierpnia 2002 przeciwko Olympique Lyon (3:3). W 2004 roku spadł z klubem do Ligue 2. Wówczas został wypożyczony do pierwszoligowego AS Saint-Étienne, jednak w sezonie 2004/2005 nie zagrał tam w żadnym meczu. W sezonie 2005/2006 grał na wypożyczeniu w Troyes AC. Latem 2006 Troyes wykupiło Le Croma z Guingamp. W 2007 roku spadł z klubem do Ligue 2. Wówczas odszedł z Troyes.
Latem 2007 podpisał kontrakt z RC Lens, występującym w Ligue 1. W sezonie 2007/2008 nie rozegrał tam żadnego spotkania. Na koniec tamtego sezonu zajął z klubem 18. miejsce w lidze i spadł z nim do Ligue 2. Wtedy opuścił drużynę Lens. Latem 2008 przeszedł do pierwszoligowego Grenoble Foot 38. Pierwszy ligowy mecz rozegrałtam 20 grudnia 2008 przeciwko Le Mans UC 72 (2:1). Od stycznia do czerwca 2011 związany był z AS Nancy. 
Latem 2011 uczestniczył w przygotowaniach do sezonu 2011/2012 z drużyną Paris Saint-Germain, jednak przez pół roku pozostawał bez zatrudnienia. 12 stycznia podpisał kontrakt z Paris Saint-Germain gdzie był trzecim bramkarzem zespołu. Ostatni mecz rozegrał 26 maja 2013 roku przeciwko FC Lorient (3:1). W tamtym spotkaniu wszedł na boisko w 61. minucie, zmieniając Alphonse’a Areolę, zaś w 81. minucie otrzymał czerwoną kartkę za faul na Lamine Gassamie, po którym podyktowano rzut karny. Miejsce Le Croma w bramce zajął obrońca Mamadou Sakho, a rzut karny został wykorzystany przez Arnaud Le Lana.
Po sezonie 2012/2013 zakończył karierę.
| Sezon   | Klub                     | Kraj    | Rozgrywki                                  | Mecze | Bramki | Europejskie puchary | Mecze | Bramki |
| ------- | ------------------------ | ------- | ------------------------------------------ | ----- | ------ | ------------------- | ----- | ------ |
| 1995/96 | AJ Auxerre               | Francja | Division 1                                 | 0     | 0      | –                   | –     | –      |
| 1996/97 | LB Châteauroux           | Francja | Division 2                                 | 17    | 0      | –                   | –     | –      |
| 1997/98 | ASOA Valence             | Francja | Division 2                                 | 17    | 0      | –                   | –     | –      |
| 1998/99 | AJ Auxerre               | Francja | Division 1 (1998–2002) Ligue 1 (2002–2013) | 0     | 0      | –                   | –     | –      |
| 1999/00 | AJ Auxerre               | Francja | Division 1 (1998–2002) Ligue 1 (2002–2013) | 1     | 0      | –                   | –     | –      |
| 2000/01 | AJ Auxerre               | Francja | Division 1 (1998–2002) Ligue 1 (2002–2013) | 1     | 0      | Puchar Intertoto    | 2     | 0      |
| 2001/02 | AJ Auxerre               | Francja | Division 1 (1998–2002) Ligue 1 (2002–2013) | 1     | 0      | –                   | –     | –      |
| 2002/03 | En Avant Guingamp        | Francja | Division 1 (1998–2002) Ligue 1 (2002–2013) | 38    | 0      | –                   | –     | –      |
| 2003/04 | En Avant Guingamp        | Francja | Division 1 (1998–2002) Ligue 1 (2002–2013) | 38    | 0      | Puchar Intertoto    | 2     | 0      |
| 2004/05 | AS Saint-Étienne         | Francja | Division 1 (1998–2002) Ligue 1 (2002–2013) | 0     | 0      | –                   | –     | –      |
| 2005/06 | Troyes AC                | Francja | Division 1 (1998–2002) Ligue 1 (2002–2013) | 38    | 0      | –                   | –     | –      |
| 2006/07 | Troyes AC                | Francja | Division 1 (1998–2002) Ligue 1 (2002–2013) | 35    | 0      | –                   | –     | –      |
| 2007/08 | RC Lens                  | Francja | Division 1 (1998–2002) Ligue 1 (2002–2013) | 0     | 0      | –                   | –     | –      |
| 2008/09 | Grenoble Foot 38         | Francja | Division 1 (1998–2002) Ligue 1 (2002–2013) | 1     | 0      | –                   | –     | –      |
| 2009/10 | Grenoble Foot 38         | Francja | Division 1 (1998–2002) Ligue 1 (2002–2013) | 16    | 0      | –                   | –     | –      |
| 2010/11 | AS Nancy                 | Francja | Division 1 (1998–2002) Ligue 1 (2002–2013) | 0     | 0      | –                   | –     | –      |
| 2011/12 | Paris Saint-Germain F.C. | Francja | Division 1 (1998–2002) Ligue 1 (2002–2013) | 0     | 0      | Liga Europy         | 0     | 0      |
| 2012/13 | Paris Saint-Germain F.C. | Francja | Division 1 (1998–2002) Ligue 1 (2002–2013) | 1     | 0      | Liga Mistrzów       | 0     | 0      |